# Divovski noj
Divovski noj (lat. Struthio dmanisensis) je izumrla prapovijesna ptica neletačica iz roda nojeva, reda nojevki. Živio je u razdoblju kasnog pliocena i ranog pleistocena u Gruziji gdje su nađeni njegovi fosilni ostaci u malom gradiću Dmanisiu. Po mjestu nalazišta njegovih fosila dobio je latinski naziv. Zbog toga što postoje samo fosilni ostaci ove izumrle vrste noja, teško je doznati puno stvari o njemu.